# 디아우스
디아우스(산스크리트어: द्यौष्) 또는 디아우스 피타르(산스크리트어: द्यौष्पितृ)는 리그베다의 천공신이다. 그의 배우자는 대지의 여신 프리티비이며, 그들은 리그베다에서 전형적인 부모신이다.

## 명명법
디아우스는 원시 인도유럽어(PIE)의 하늘신 *Dyēus에서 파생된 원시 인도이란어 *dyā'wš에서 유래했으며, PIE Dyḗus ph₂tḗr("일광 하늘의 아버지")에서 유래한 그리스어 Zeus Patēr, 일리리아어 Dei-patrous 또는 라틴어 Jupiter(이전 * Djous patēr)와 동계어이다.
명사 dyaús( pitṛ́ ' '아버지' 없이 사용되는 경우)는 대낮의 하늘을 가리키며 리그베다에서 자주 등장한다. 베다에서 서면의 하늘은 avamá, madhyamá 및 uttamá 또는 tṛtī́ya 의 세 계층으로 상승하는 것으로 묘사되었다.

## 문학
디아우스 피타르는 힌두교의 고대 베다 경전에서 대지모신 프리티비와 함께 찬가에 등장한다.
리그베다에서 디아우스 피타르는 1.89.4절, 1.90.7절, 1.164.33절, 1.191.6절, 4.1.10절, 4.17.4절에 등장한다. 그는 또한 다른 이름으로도 언급돤다. 예를 들어, 디야바프리티비는 '하늘'을 의미하는 디아우스와 '지구'를 의미하는 프리티비를 결합한 드반드바 합성어이다.
디아우스의 가장 결정적인 특성은 그의 아버지 역할이다. 그의 딸 우샤스는 새벽을 의인화한다. 신들, 특히 수리야는 디아우스와 프리티비의 자녀로 언급된다. 디아우스의 다른 아들로는 아그니, 파르잔야, 아디티야, 마루트 및 앙기라스가 있다. 아슈빈은 종종 디아우스의 자손을를 의미하는 "디보 나파트"라는 이름으로 불린다. 디아우스는 종종 포효하는 동물, 종종 땅을 비옥하게 하는 황소로 시각화된다, 또한 재미슨과 브레레턴(2014)에 따르면 디아우스는 모호하지만 생생하게 언급되는 자신의 딸을 강간한 것으로 알려져 있다.
또한 디아우스는 밤하늘과 유사하게 진주가 박힌 검은 종마와 같다고 한다.
리그베다에서는 인드라가 디아우스와 프리티비를 분리한 것을 중요한 창조 신화로 기념하고 있다.

## 같이 보기
- 디스 파테르
- 우라노스